# Marthana perspicillata
Marthana perspicillata is een hooiwagen uit de familie Sclerosomatidae.